# Rakovnik, Medvode
Rakovnik je naselje v Občini Medvode.